# ریون فوکوی
ریون فوکوی (ژاپنی: 福井 凜音؛ زادهٔ ۱ اکتبر ۲۰۰۰) یک بازیکن فوتبال اهل ژاپن است.
از باشگاه‌هایی که در آن بازی کرده‌است می‌توان به باشگاه فوتبال ریوکیو اشاره کرد.